# NGC 3840
NGC 3840 (другие обозначения — UGC 6702, MCG 3-30-70, ZWG 97.91, IRAS11413+2021, PGC 36477) — спиральная галактика (Sa) в созвездии Льва. Открыта Генрихом Луи Д'Арре в 1864 году.
Галактика имеет небольшие размеры, возможно, обладает баром. Галактика относится к скоплению Льва (A1367). В рентгеновском диапазоне наблюдается тусклое излучение в центре галактики, по всей видимости, вызванное слабой активностью ядра.
Этот объект входит в число перечисленных в оригинальной редакции «Нового общего каталога».